# Vengsøya
69°49′53″N 18°30′38″Ø / 69.83139°N 18.51056°Ø
Vengsøya er en ø og et fiskevær i Tromsø kommune i Troms og Finnmark fylke i Norge. Øen ligger på nordvestsiden af Kvaløya, nordvest for Kaldfjorden og nordøst for Tromvik. Vengsøya har et areal på 20 km², og høyeste punkt på øen er Vengsøytinden på 764 moh. 
Fiskeværet har relativt spredt bebyggelse og en del hytter.
Fra Sandnes på østsiden af øen er der færgeforbindelse til Belvik på Kvaløya og til Laukvika på Kvaløya, Musvær, Risøya og Sandøya.